# آب رزك
آب رزك (قلعة خواجة) (بالفارسية: آب‌رزک) هي قرية تقع في إيران في محافظة خوزستان. يقدر عدد سكانها بـ 129 نسمة بحسب إحصاء 2016.